# ルイフェル・エルナンデス
ルイフェル・エンリケ・エルナンデス・キンテーロ（Luifer Enrique Hernández Quintero, 2001年4月28日 - ）は、ベネズエラ・カラボボ州プエルト・カベージョ出身のサッカー選手。リーガFUTVE・アカデミア・プエルト・カベージョ所属。ポジションはMF。

## クラブ経歴
2018年に地元のアカデミア・プエルト・カベージョのトップチームに昇格。同年5月9日のモナガスSC戦で先発で起用されプロデビュー。同年シーズンは3試合、翌2019年シーズンは4試合に出場。2020年シーズンは先発に定着し、チームの主力選手に成長。10月25日のアトレティコ・ベネズエラ戦でプロ初ゴールを決めた。